# Elektrische Stromrichtung
Die elektrische Stromrichtung gibt die Richtung des elektrischen Stroms an und wird in Physik und Technik definiert als die Richtung, in die sich positive elektrische Ladung bewegt.

## Erläuterung
Elektrischer Strom ist fließende elektrische Ladung. Außerhalb von Strom- oder Spannungsquellen fließt sie (und damit der Strom) – der Feldlinienrichtung des elektrischen Feldes folgend – vom Pluspol zum Minuspol. Innerhalb von Strom- oder Spannungsquellen hingegen fließt positive Ladung vom Minuspol zum Pluspol. So wird der Stromkreis wieder geschlossen. Dies gilt allgemein und folgt aus der Kontinuitätsgleichung.
In einem Plan für eine elektrische Schaltung wird die elektrische Stromrichtung durch einen Zählpfeil gekennzeichnet, dessen Richtung üblicherweise der elektrischen Stromrichtung entspricht. Sollte sich herausstellen, dass die elektrische Stromrichtung dem Zählpfeil entgegengesetzt ist, so erhält die Stromstärke bezüglich der Pfeilrichtung einen negativen Wert.

## Ladungsstrom gegenüber Ladungsträgerstrom

Stromkreis mit Elektronen- und Ionenleitung in einer Reihenschaltung aus Batterie, Ionenleiter (Salzlösung in einem Trog) und Glühlampe, welche durch den Strom zu leuchten beginnt.
Mit roten Pfeilen ist die Richtung des elektrischen Stroms (= „technische Stromrichtung“) eingetragen. Grüne Pfeile markieren die Strömungsrichtung der negativ geladenen Ladungsträger, im Metalldraht sind dies Elektronen.

Häufig tauchen die miteinander konkurrierenden Begriffe der sogenannten „technischen“ und „physikalischen“ Stromrichtung auf. Tatsächlich aber ist die elektrische Stromrichtung identisch mit der „technischen“ Stromrichtung und in der Physik und Elektrotechnik genau gleich definiert.
Der Begriff der „technischen Stromrichtung“ ist in erster Linie historisch bedingt; er geht von einem Strom von Ladungen aus, die sich – der Feldlinienrichtung des elektrischen Feldes folgend – vom positiven zum negativen Spannungspol bewegen. Dass es dagegen in metallischen Leitern die Elektronen sind, die als Ladungsträger den Stromfluss bewirken und dabei genau umgekehrt vom negativen zum positiven Pol fließen, war zur Zeit dieser Begriffsbildung noch unbekannt. Die Definition der elektrischen Stromrichtung wurde auch nach der Entdeckung der Elektronen fast ein Jahrhundert später als einheitliche Konvention beibehalten. Die Festlegung des Vorzeichens der Stromrichtung ist unmittelbar verknüpft mit der Festlegung des Vorzeichens der Ladung; die ursprünglich angenommene einzige Art von Ladungen war positiv. Die Ladung der in Gegenrichtung bewegten Elektronen wurde dann unter Beibehaltung des elektrostatischen Kraftgesetzes als negativ erklärt.
Im Unterschied dazu bezeichnet der Begriff der „physikalischen Stromrichtung“ nicht den Strom elektrischer Ladung, sondern einen Massen-, Volumen-, Teilchenstrom oder quantenmechanischen (Aufenthalts-)Wahrscheinlichkeitsstrom von elektrischen Ladungsträgern. Er kennzeichnet somit die Bewegung der elektrischen Ladungsträger unabhängig von ihrer jeweiligen Ladung. Teilweise wird offen gelassen, um welche Ladungsträger es sich handelt; oft sind Elektronen in Metallen gemeint, die per Konvention eine negative Ladung besitzen. Dann ist die Elektronenströmung („physikalische Stromrichtung“), wie in der Abbildung verdeutlicht, der (positiven) Ladungsströmung („technische Stromrichtung“) entgegengerichtet.
Da es neben den Elektronen eine Reihe weiterer Ladungsträger gibt, die positiv oder negativ geladen zum Ladungstransport und damit zum Strom beitragen können – in Halbleitern, bei der Elektrolyse oder in Gasentladungen –, ist der Begriff der „physikalischen Stromrichtung“ nicht nur missverständlich, sondern fallweise auch mehrdeutig. Es ist also besser, von vornherein von der Bewegungsrichtung der jeweiligen Ladungsträger zu sprechen, beispielsweise von der „Elektronenflussrichtung“ oder der Bewegungsrichtung der negativen oder positiven Ionen oder Defektelektronen.
Das tatsächlich gar nicht bestehende Gegeneinander von Technik und Physik entsteht nur, wenn nicht sorgfältig zwischen Ladung und Ladungsträgern unterschieden wird.
Als „konventionelle Stromrichtung“ wird die Stromrichtung im äußeren Stromkreis vom Pluspol zum Minuspol der Quelle bezeichnet. Sie stimmt mit der technischen Stromrichtung überein.

## Darstellung der Stromflussrichtung senkrecht zur Zeichenebene
Um Richtungen senkrecht zur Zeichenebene darzustellen, werden bei der elektrischen Stromrichtung die Symbole ⊙ (aus der Ebene heraus zum Betrachter) und ⊗ (vom Betrachter in die Ebene hinein) verwendet. Als Eselsbrücke zum Behalten dieser Symbole lässt sich ein Pfeil vorstellen: Wenn der Pfeil auf den Beobachter zufliegt, ist nur der Punkt der Spitze zu sehen. Fliegt der Pfeil von dem Beobachter weg, so sind Federn am Ende des Pfeils als Kreuz zu sehen.

## Wechselstrom
Ein elektrischer Strom, dessen Richtung sich in regelmäßiger Wiederholung ändert, wird als Wechselstrom bezeichnet. Ein Zählpfeil für die Richtung des elektrischen Stroms hat Sinn bei Augenblickswertbetrachtungen. Ferner wird der Zählpfeil in Schaltplänen so angewendet, dass er die Richtung des mittleren Energieflusses anzeigt. Diese ist unabhängig von der wechselnden elektrischen Stromrichtung. Damit kennzeichnet die Pfeilrichtung das Vorzeichen der über die Leitung geführten Wirkleistung mit der dabei üblichen Vorzeichenregelung.